# Сире-д’Они
Сире́-д’Они́ (фр. Ciré-d’Aunis) — коммуна во Франции, находится в регионе Пуату — Шаранта. Департамент коммуны — Шаранта Приморская. Входит в состав кантона Эгрефёй-д’Они. Округ коммуны — Рошфор.
Код INSEE коммуны — 17107.

## Население
Население коммуны на 2010 год составляло 1176 человек.
| 1962 | 1968 | 1975 | 1982 | 1990 | 1999 | 2010 |
| ---- | ---- | ---- | ---- | ---- | ---- | ---- |
| 582  | 569  | 635  | 735  | 686  | 804  | 1176 |